# Свети Атанасий (Новаци)
Вижте пояснителната страница за други значения на Свети Атанасий.
„Свети Атанасий Велики“ или „Свети Атанас“ (на македонска литературна норма: „Свети Атанас“, „Свети Атанасиј“) е възрожденска църква в битолското село Новаци, част от Преспанско-Пелагонийската епархия на Македонската православна църква – Охридска архиепископия.
Издигната е в 1868 година. Представлява трикорабна каменна сграда, засводена с полукръгъл свод, декорирана с фрески и икони. Разположена е в центъра на селото, в ограден църковен двор. Западно от църквата има трапезария. На западната страна е и камбанарията – четвъртита кула, висока над 10 метра с камбана, доставена в 1926 година. В 1998 година е обновена.